# How to meet an angel
How to meet an angel is een kunstwerk in Amsterdam Oud-West.
Het werk is sinds 2009 te zien bovenop een gebouw aan de Eerste Constantijn Huygensstraat in Amsterdam. Het kunstwerk is van het echtpaar Ilja Kabakov en Emilia Kabakov. Het beeld vormt het uiteinde van een achttien meter hoge glasgevelwand van een gebouw van Mentrum, een instelling op het gebied voor geestelijke gezondheid. Het beeld bestaat uit een drietal ladders. Twee ladders staan verticaal in het verlengde van de gevel. De derde ladder leunt over de straat en draagt een persoon met rugzak, die naar de hemel lijkt te reiken. Volgens de kunstenaars beeldt het werk uit, dat de zieke mens zichzelf beter maakt/moet maken en zodanig weer op de (maatschappelijke) ladder stijgt. Voor hoop richt de persoon zich tot de hemel. De persoon ontstijgt de kliniek en wendt zich tot zijn beschermengel. De rugzak staat voor de geestelijke bagage. Het kunstwerk werd betaald uit de pot van Stichting Kunst en Openbare Ruimte.
Het beeld leidde tot discussie. In tegenstelling tot de kunstenaars vonden critici het juist een lokroep tot zelfmoord. Striptekenaar Theo van den Boogaard vond het een laatste duwtje voor suïcidale personen. Mentrum liet de discussie langs haar heen gaan, zij vonden de discussie vooral positief omdat op het onderwerp zelfmoord nog een taboe heerst. Job Cohen, toen burgemeester van Amsterdam, onthulde het beeld op 26 september 2009.
De schrijver Wim Brands koos dit werk in 2010 uit als inspiratie voor een gedicht (Ik kijk naar Kabakov’s man ... En ik denk dat ben ik). In 2016 pleegde hij zelfmoord.
De glaspartij achter het onderstuk van How to meet an angel werd in 2021 voorzien van een weergave van een tekening van Wim, een patiënt van Mentrum, gebruiker van het gebouw.

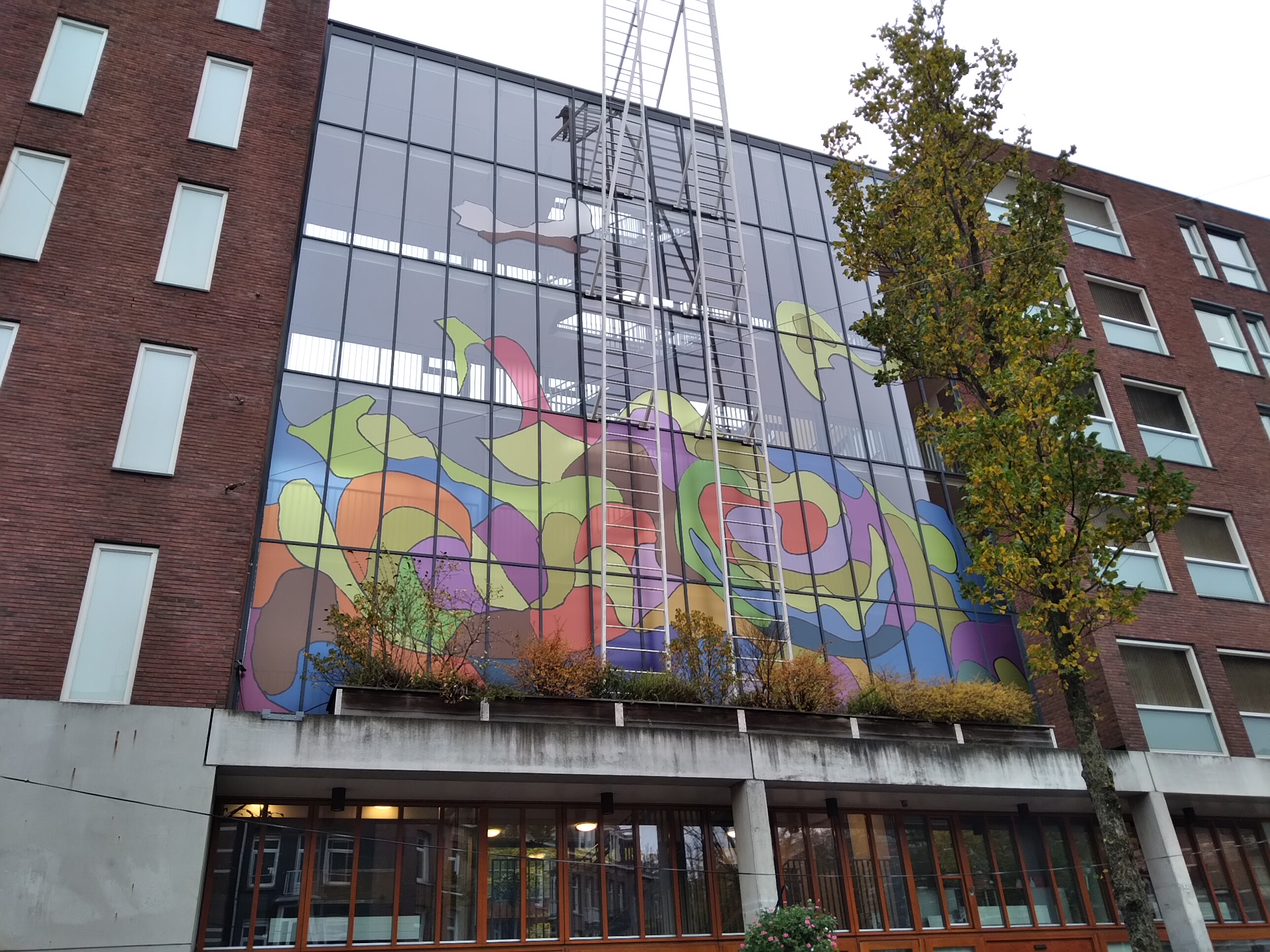
Glasschildering uit 2021